# Elezioni politiche in Italia del 1870
Le elezioni politiche in Italia del 1870 si svolsero il 20 novembre (1º turno) e il 27 novembre (ballottaggi) 1870. Le elezioni si svolsero poco dopo la Breccia di Porta Pia e per questo altri cattolici seguirono il Papa nella scelta del non expedit.

## Partecipazione al voto
|                  | 1º Turno | Ballottagio   |
| ---------------- | -------- | ------------- |
| Votanti          | 240.974  | 180.445       |
| Elettori         | 530.018  | circa 375.927 |
| Affluenza        | 45,5%    | 48,0%         |
| Seggi proclamati | 163      | 345           |

## Risultati
| Liste                 | Voti    | %    | Seggi |
| --------------------- | ------- | ---- | ----- |
| Destra storica        |         | 37,2 |       |
| Sinistra storica      |         | 28,8 |       |
| Estrema               |         | 1,9  |       |
| Eletti non definibili |         | 0,2  |       |
| Altri                 |         | 31,9 |       |
| Totale                |         | 100  | 508   |
| Votanti               | 240.974 | 45,4 |       |
| Elettori              | 530.018 |      |       |